# تپه قلعه آقا حمید (دیرمیون بالا)
تپه قلعه آقا حمید (دیرمیون بالا) در شهرستان شازند، بخش مرکزی، ۷ کیلومتری غرب آستانه واقع شده و این اثر در تاریخ ۹ اردیبهشت ۱۳۸۲ با شمارهٔ ثبت ۸۵۹۲ به‌عنوان یکی از آثار ملی ایران به ثبت رسیده است.